# Тсанфлерун
Тсанфлеру́н (фр. Glacier de Tsanfleuron) — льодовик завдовжки 2,2 км (станом на 2005 р.), лежить у західній частині Бернських Альп у кантонах Вале та Во (Швейцарія). У 1973 році мав площу 3,81 км².